# Marco Dapper
Marco Dapper, född 9 juli 1983 i New York USA, är en amerikansk skådespelare och fotomodell.